# Хендрик I (Брабант)
Хендрик I Смели (на френски: Henri I de Brabant, Courageux ou le Guerroyeur, на нидерландски: Hendrik I van Brabant, на немски: Heinrich I der Mutige; * 1165, † 5 септември 1235, Кьолн) е от 1179 г. граф на Брюксел, от 1183 г. херцог на Брабант; също от 1190 г. граф на Льовен, маркграф на Антверпен и херцог на Долна Лотарингия (1190 – 1235).

## Произход
Той е син и наследник на Готфрид III († 1190), граф на Льовен и Брюксел, ландграф на Брабант, маркграф на Антверпен и херцог на Долна Лотарингия, и на Маргарета от Лимбург.
Баща му го оставя рано да участва в управлението на графството и той е наричан граф още през 1172 г.
Хендрик I се жени през 1179 г. за Матилда Булонска (* 1170, † 1210), племенница на Филип от Фландрия.

## Управление
Между 1182 и 1184 години Хенрик участва в защитата на Йерусалим, за което император Фридрих I Барбароса въздига Брабант в херцогство и прави Хенрик първи херцог на Брабант.
През 1197 г. той участва в кръстоносния поход (1197/1198) на Хайнрих VI в Светите земи, където той завладява за християните градовете Сидон и Бейрут и след смъртта на император Хайнрих VI през 1197 г. се връща в Европа. През 1217 – 1218 г. Хендрик участва в Кръстоносния поход от Дамиета до Египет (1217 – 1221).
През април 1235 г. Хендрик пътува заедно с архиепископ Хайнрих I от Кьолн по нареждане на император Фридрих II Хохенщауфен до Англия, за да вземе годеницата на императора, Изабела, дъщерята на крал Джон Безземни.
По време на връщането му в Германия херцогът се разболява в Кьолн и умира. Неговият гроб се намира в църквата Св. Петър в Льовен. След смъртта му през 1235 г. е последван от син му Хендрик II.

## Бракове и Деца
Първи брак: Хендрик се жени през 1179 г. за Матилда Булонска (* 1170, † 1210), най-малката дъщеря на Матийо I от Елзас и Мария Булонска, граф и графиня на Булон. Техните деца са:
- Аделхайд (* 1190, † 1265), графиня на Булон, ∞
  1. 1206 Арнолд III († 1223), граф на Лоон
  2. 1225 Вилхелм X (* 1195, † 1247), граф на Оверн
  3. Арнолд фон Веземаеле
- Мария (* 1190, † 1260), ∞
  1. 1214 Ото IV (* 1177, † 1218), император
  2. 1220 Вилхелм I (* 1167, † 1223), граф на Холандия
- Матилда (* 1200, † 1267), ∞
  1. 1212 Хайнрих II († 1214), 1212 пфалцграф при Рейн
  2. 1224 Флоренс IV (* 1210, † 1234), граф на Холандия
- Хендрик II (* 1207, † 1248), херцог на Брабант и Долна Лотарингия
- Готфрид (* 1209 † 1254), господар на Гаасбеек

Втори брак:След смъртта на Матилда той се жени на 22 април 1213 г. за Мария Френска (* 1198 † 1224), дъщеря на френския крал Филип II Август и Агнес Меранска. Техните деца са:
- Елизабет († 1272)
- Мария († млада)